# スキー場

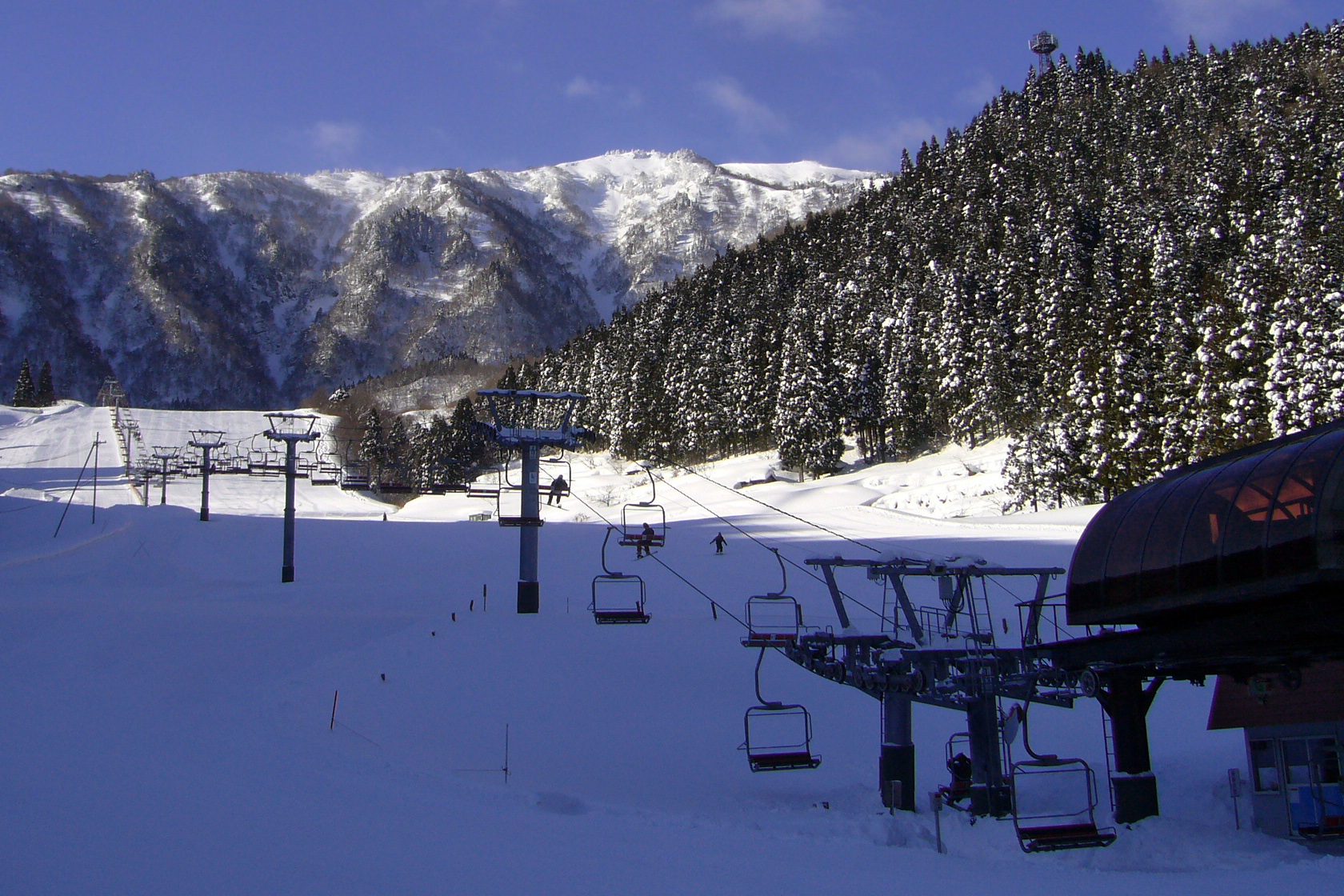
ゲレンデとリフト

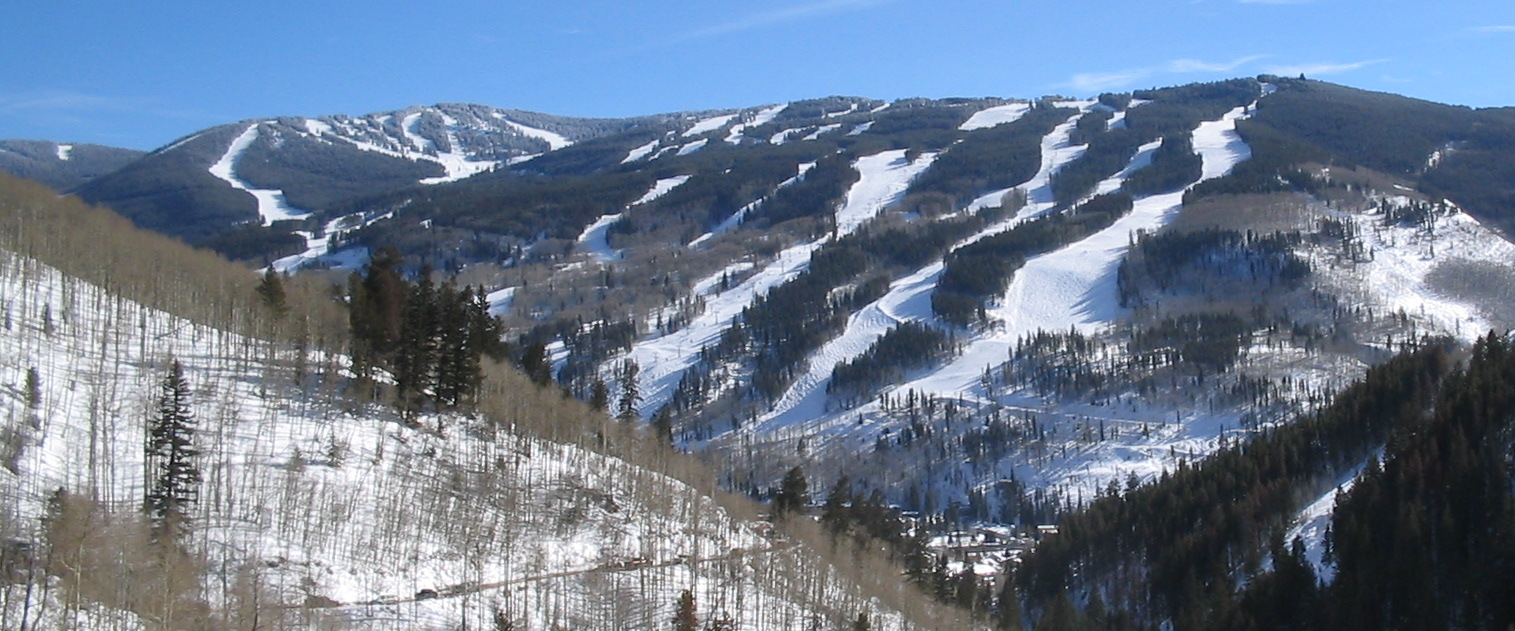
スキー場遠景

スキー場（スキーじょう）とは、スキーで雪斜面を滑降する目的で山肌を切り開き、斜面上部へ利用者を運ぶ何らかの動力運搬手段を常備し、滑走に適するよう常時圧雪整備されている雪面である。

多くのスキー場と言われる施設ではやスノーボードなど斜面を滑走するスキー類似のスポーツも制限されずに行うことが出来る。狭義としては「スキー」のみ滑走可能な施設を示す。
クロスカントリーコースやジャンプ台を持つ例もあるが、これらのみの施設の場合スキー場と呼ばれることはない。

## 発祥
元々は冬季の登山に際して交通機関のある山麓の人里から山へのアプローチにスキーを利用しそれを楽しむ登山者が泊まり込みで練習するための場所（=ゲレンデ、独: Gelände、土地、地形、敷地）だったが、次第に練習場でスキーを楽しむことだけを目的とする人々が増えてスキー場と広く一般的に呼ばれるようになり、もとの目的から独立したスポーツ・レジャーとしてそこで滑ることをスキーと呼ぶまでになった。
日本における最初のスキー場は1911年（明治44年）に開設された五色温泉スキー場（山形県）であり、民間用にチェアリフトが最初に設けられたのは草津国際スキー場（1948年（昭和23年）・群馬県）である。草津国際スキー場以前では、進駐軍が1946年（昭和21年）に建設した札幌スキー場と1947年（昭和22年）に建設した志賀高原丸池があった。
世界初の屋内スキー場は1958年（昭和33年）に開設された、豊島園インドアスキー場（東京都）である。
現在ではスキー場は全国各地に点在し、特に長野県北部や新潟県、山形県などの豪雪地帯では主要産業となっている。スキー場の周囲には宿泊施設や飲食店、土産物店などが点在し、温泉施設が充実している所も多い。これらが冬はスキー、夏はハイキング、パラグライダーなどのアウトドアスポーツの拠点として、またリゾート施設や避暑地として利用される傾向が強い。

## 索道（リフトなど）

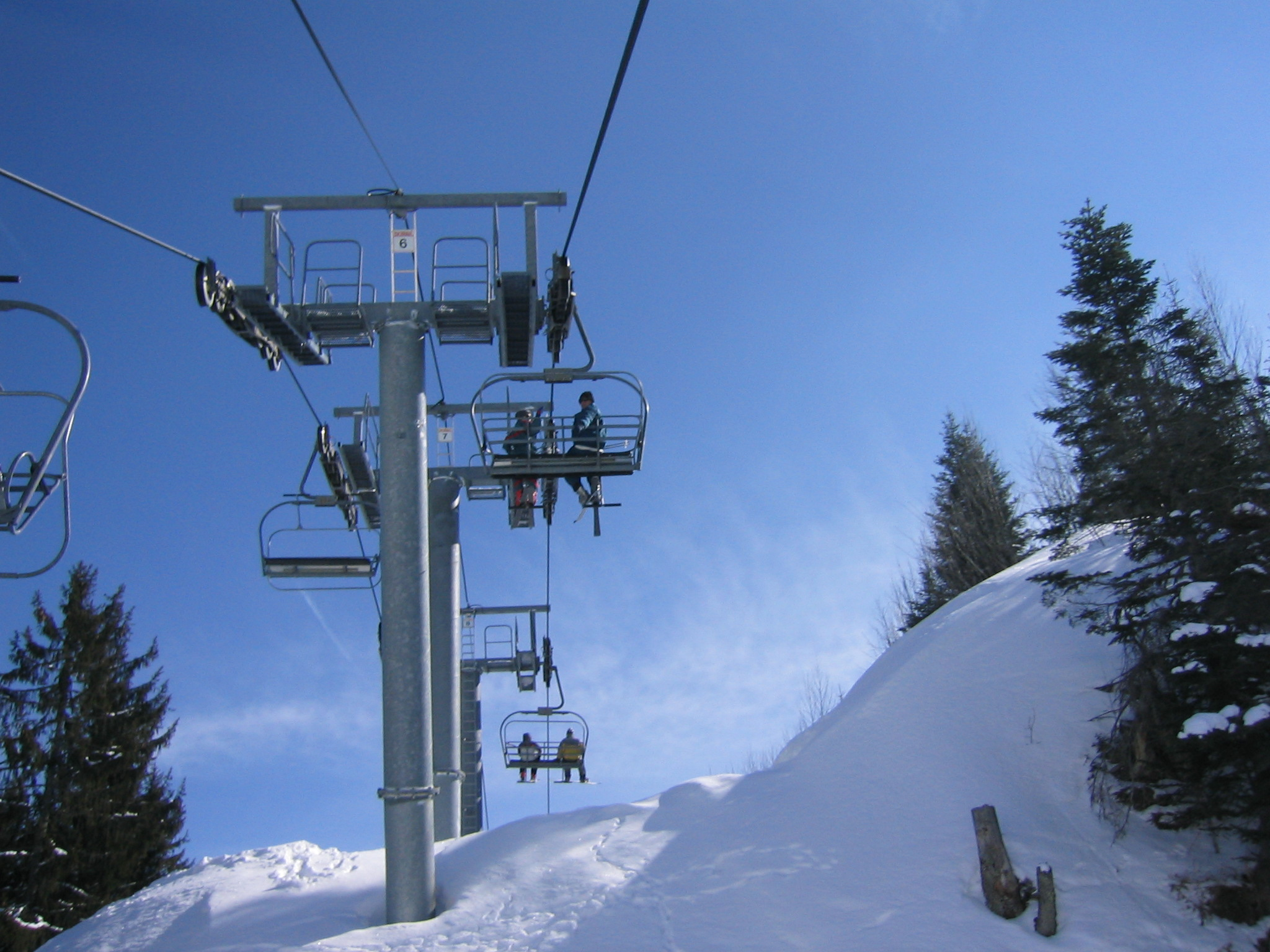
リフト

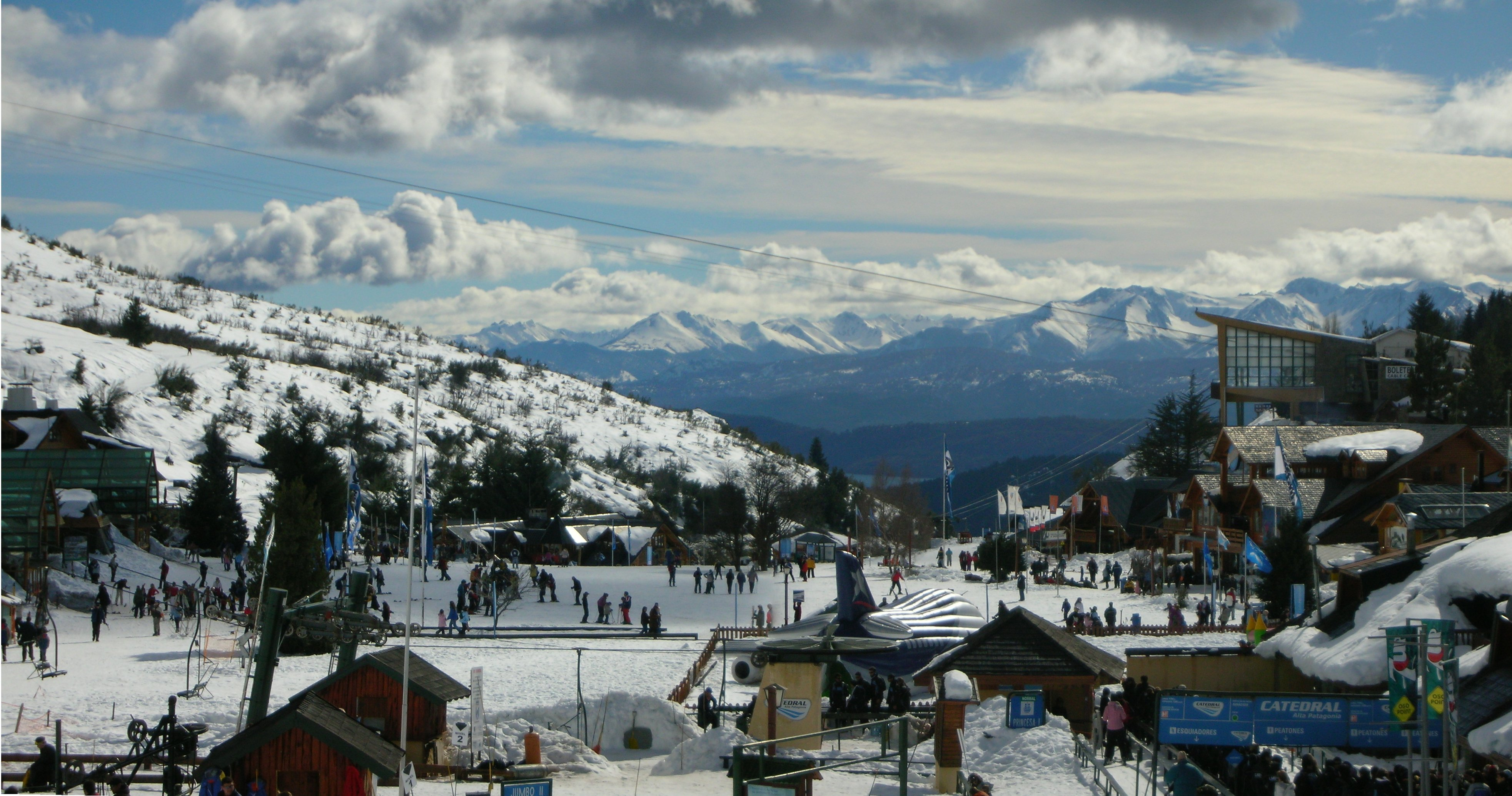
スキー場 サン・カルロス・デ・バリローチェ（アルゼンチン）

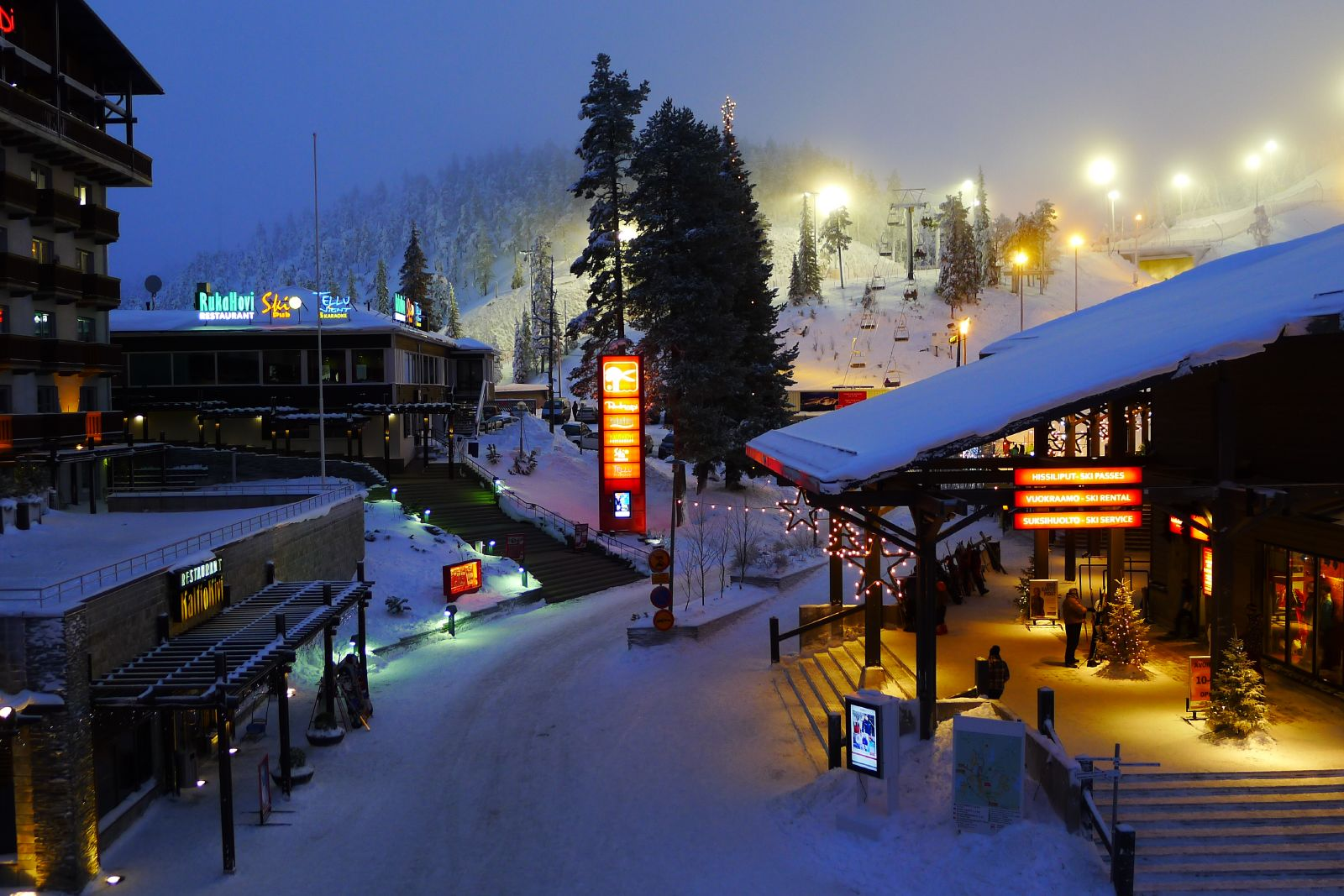
ルカのリゾートタウン(クーサモ、フィンランド)

日本語では、チェアリフト・ロープウェイ・ゴンドラリフト・滑走式リフト等のことを索道と言う。

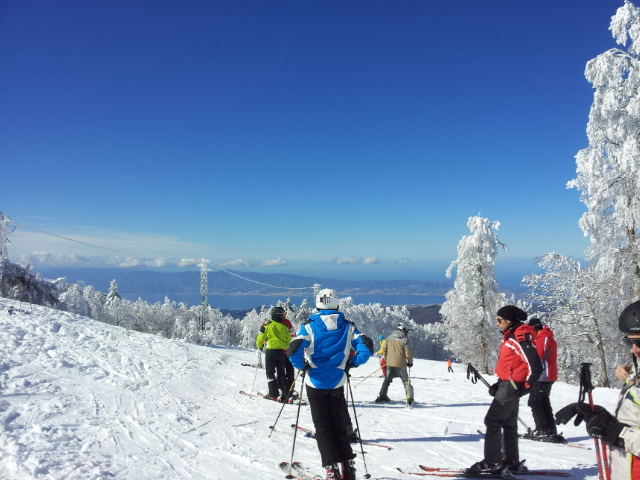
スキー場 Gambarie メッシーナ海峡

多くのスキー場はチェアリフト・ロープウェイ・ゴンドラリフト等によって山頂付近まで上り、スキーやスノーボードでゲレンデを滑り降りてくる。しかし初心者には、チェアリフトに乗ること自体が難しいこともあり、チェアリフトの乗降に失敗すると、動いているシートに身体や頭をぶつけたり、スキー板・スノーボードが搬器に引きずられて足を骨折するなどの危険がある。また非常時にはチェアリフトが緊急停止するため他の客にも迷惑がかかることもある。そのため、まず最初はスキーやスノーボードを履かないでブーツ（スキーはストックも併用）のみで歩行して脚を慣らした後、スキー板やスノーボードなどを担いでゲレンデの端を歩いて登る。スキーの場合は板を履いたまま階段登行・開脚登行と呼ばれる登り方で、スノーボードの場合はビンディングの片足だけを外して歩く登り方で短い距離を登っては滑り下りる練習を繰り返すことから開始し、「滑る」「曲がる」「止まる」ができるようになってから、続けてチェアリフトの乗り降りの方法を覚えた上で、山の中腹程度までしか行かないチェアリフトなどを利用し、徐々にステップアップしていくのが一般的である。これらをスキースクールやインストラクターの指導の下で行うこともある
スポーツ・レジャーとして定着する頃にはこうした初心者やファミリーユーザを念頭においたコースの整備が進み、ブームとなった頃には1つのスキー場に初心者向けから上級者向けまで様々なコースが揃った広大なスキー場が一般的な存在となった。結果、ゴンドラリフトやチェアリフトも多種多様なものが生まれている.
通常、ゴンドラリフトは4～12人程度が同時に乗れて、ある程度の長距離を比較的高速で登る輸送能力が高いものが多い。乗降時にはメインのワイヤーから離れてゆっくり進み（自動循環式と呼ばれる）、スキー板やボードはゴンドラリフト外側に取り付けられた専用のスキー・スノーボード立てに立て掛けておいて中に乗り込む小型のロープウェイであるので、チェアリフトほどの落下の危険がないためかかなりの高度となる場合もあり、素晴らしい眺望を堪能できる。降車後は終点や山頂から一気に麓を目指し、難易度の高い急斜面での滑降、あるいは緩斜面の滑降ながら抜群の眺望を楽しむ、林間のコースをロングランで滑り降りる等といった複数の選択肢を取って楽しむことができる。また、最近のゴンドラリフトでは、ニセコHANAZONOリゾートのHANAZONOシンフォニーゴンドラなどのように路線途中に中間駅を設けて途中下車できる構造としたり、ニセコビレッジのアッパービレッジゴンドラやビレッジエクスプレスなどのように初級者向けエリアに設置して、初心者も利用しやすくしたものもある。
一方、一部の長距離の物を除いた、例えばゴンドラリフト路線間に2～3線程度配置されているチェアリフトは、麓付近で滑ることの多い初心者、検定やレースなどの決まったコースでの利用、景色や特定のコース自体（スキーのモーグルコースやスノーボードのハーフパイプ等フリースタイルコースなど）を楽しみたい場合、あるいは「山頂は無理でも途中の中腹位からなら…」という場合等において、乗り継ぎも含めた巧みな配置でゴンドラリフトを補っている。
チェアリフトはスキー板やスノーボードを履いたまま搬器（イス）に座るものが主流で、通常は1～8人が乗車でき、いかなる定員の場合でも1座席200kgまで耐えられるように設計されている。1～4人乗りはそれぞれシングル、ペア（ロマンス）、トリプル、クワッドの名称が付くが、6人以上のリフトは現在の日本において独自の呼称が無い。なお、石打丸山スキー場やニセコビレッジなどに設置されている、同じケーブルで6人乗りリフト搬器とゴンドラリフト搬器が混合運用されているものもあり、これは「コンビリフト」と呼ばれている。
旧来からのシングル（1人乗り）リフトは乗車時や風などで前後左右に揺れることがあるために幾分心許ないものもあり、乗車時は、搬器のバーにしっかり掴まるか腕を掛けるよう推奨されている。また、後に出現した高速タイプ（通常2.0 - 2.5 m/sの速度）の物は、乗降時に速度が速くてタイミングが取りにくいことがあるので乗降に技術が必要で、初心者にはあまり勧められない。
ペアリフト以上の乗車定員の物は、搬器がケーブル（支曳索）に固定されて一定速度で動く固定循環式の他に、乗降車停留場で搬器がケーブルから離れてゆっくりと動く自動循環式の物もある。初心者は自動循環式のリフトの方が乗車しやすいことになるが、自動循環式のリフトは長距離リフトである場合もあり、その関係でリフト乗降停留場間の範囲内にあるゲレンデに急斜面箇所も含まれることがあるので、あらかじめリフトの運行範囲間にあるゲレンデの傾斜、あるいは「初級」「中級」「上級」といった表記などを把握する必要がある。
その他、後述のロープトゥ・リフト、Jバーリフト、Tバーリフト、プラッターリフト、マジックカーペットと呼ばれる、雪面上を滑りながら上昇する滑走式リフトという物もある。
日本最長のゴンドラリフトは苗場スキー場とかぐらスキー場を結ぶドラゴンドラであり、その距離は5481mで、約15分で結ばれている。

### リフトの種類
- チェアリフト（もっとも一般的な椅子式のリフト）
  - シングルリフト（1人用）
  - ペアリフト・ロマンスリフト（2人用）
  - トリプルリフト（3人用）
  - クワッドリフト（4人用）
  - 6人乗りリフト
  - 8人乗りリフト
- ゴンドラリフト
  - フニテル
- ロープウェイ
  - 3Sロープウェイ
- 滑走式リフト
  - ロープトゥ・リフト（英語）：ケーブルに付いているバーや握り玉等の支持具に掴まるか、バーを体の横から引っかける、もしくは旧来のロープタイプの場合でロープそのものに掴まる一人用。
  - Jバーリフト（英語）：J形をしたバーに掴まるか、バーを体の横から引っ掛けて使う一人用。日本では後述の物とまとめてTバーリフトとも呼称する場合がある。
  - Tバーリフト（英語）：T形をしたバーに掴まるか、バーを体の横から引っ掛けて使う二人用。一人で乗車する場合はバーに掴まるかバーの片側に跨がるなどする。
  - プラッターリフト（ボタンリフト）（英語）：プラッター（ボタンとも）と呼ばれる円盤が付いたバーを跨ぐ、またはスノーボーダーが脇に抱えるか山側の脚の膝裏に引っ掛けて使う一人用。日本ではTバーリフトと呼称する場合もある。
  - マジックカーペット（スキー・スノーボード用動く歩道）（英語）：雪面とほぼ同じ高さに設置されたベルトコンベア様のベルトの上に乗って移動する。

### リフト券
多くのスキー場では遊園地のように入場料は徴収していないが、チェアリフトやゴンドラリフトに乗るためにリフト券と呼ばれる券を購入する必要がある。
チェアリフト、ゴンドラリフトの両方があるスキー場では両方に乗ることのできる共通リフト券を発行しており、しばしば共通リフト券のみとなっている。
リフト券は1回券・回数券・1日券・半日券・各種時間券・ナイター券・シーズン券など複数の種類がある。
多くのスキー場では視認性の高い紙製のリフト券（最近では偽造防止対策が施されたリフト券もある）を用いていて、これを透明な窓のついたリフト券ホルダーに入れた状態で係員に見せて入場するのが通例である。
1回券・回数券はスキー場によりカード式か紙の回数券タイプがあり、カード式は改札機のカードリーダーの挿入口に差し込むか、ICカードの場合はカードリーダーにタッチする。回数券タイプは係員に規定の枚数の券をちぎって渡すか、改札口にてまたは係員から直接改札鋏で入鋏してもらってから入場する。1回券・回数券は余っても基本的に払い戻しはできないが、余った券はシーズン終了までであれば後日利用することもできる。
リフト券ホルダーは腕やウェアの金具につけたり首から下げたりするものをリフト券売場などで購入でき、小物入れと一体になったものもあるほか、ウェアに専用ポケットとして付いているものもある。
一部のスキー場では非接触型ICカード技術を用いたICチケットをリフト券としており、リフト乗り場の入場口ゲートにあるカードリーダーでチケットを認識させて入場する。たいていのICチケットリフト券は高価で、購入時に保証金を徴収してチケットの返却時に保証金を償還するデポジット制や、購入後にICカードへのチャージ等をして来シーズン以降を含めて複数回使用できる方法（一例として、後述する北海道のニセコアンヌプリにある4つのスキー場など）が取られているが、現在ではカード本体を紙製にするなどして低価格化したICカードが作られるようになり、保証金及び返却不要の使い捨てとしたICチケットも出てきている。ICチケットは視認性を要求されないので好みの場所に収納できる。ただ、ICチケットは利用者の利便性というよりは、複数の索道会社が一つのスキー場で営業を行っている、あるいは同じ山に複数のスキー場が開設されて相互にスキー場の往来可能なことから各スキー場共通リフト券を発行しているなどといった場合に、利用実績を明確にして収益の配分を行うことが主要な目的だというのが実際のところである。
基本的にリフト券を有償・無償を問わず他人に譲渡・転売することは禁止されている。地域によっては条例によって罰せられることもある。ICカード式の場合は、不正利用禁止のためゲートを通過したら一定時間使えない仕組みがある。スキー場にもよるがコース外滑降等のスキー場の規則に違反した場合、リフト券を没収されることもある。
欧米やオセアニアなどのスキー場では、リフト券は針金のついた紙製シールになっていて、針金をスキーウェアのファスナーのスライダーの取っ手などに通してからシール面同士を貼り合わせて固定し、利用が終わったら破り捨てるものが多い。これは、紛失などのトラブルを防ぎ、また使用済の券の譲渡などの不正行為の予防策である。
リフト券は、通常はスキー場のリフト券売り場で購入する方法が多く、スキー場によってはスキー場内ショップのレジカウンターを兼用したり、自動発券機（後述するニセコの例など）が使われることもある。
旅行代理店で販売している宿泊を伴うパックツアーではリフト券の料金が旅行費用に含まれていることがあり、その場合引換券を入手した上でリフト券売り場に渡してリフト券を受け取ることが多いが、旅行費用に含まれていなくてもリフト券の割引券が入手できる場合もある。
近年では主要なコンビニエンスストアの端末で目的のリフト券チケットを事前に購入できることもあり、その場合は割引価格での販売であったり、通常のリフト券料金分を支払うとリフト券引換券の他に一定額のスキー場内施設利用金券やスキー場内レストランの飲食券も一緒に付いてきて、実質的な割引となっている物もある。
オンライン決済によるリフト券の事前購入も行われ始めている。一例として、北海道のニセコアンヌプリにある、ニセコユナイテッドに加盟する4つのスキー場において、2019年よりウェブサイト上で共通リフト券のネット販売が開始されている。初回利用時は事前にウェブサイト上でクレジットカードを使うオンライン決済を行って購入し、現地ではスキー場内の自動発券機にQRコード（プリントアウトするか、スマートフォンやタブレットの画面に表示させた物）を認識させてICカードを購入する。リフト券となるICカードは引き続き所持することになり、2回目からは翌シーズン以降も含めてオンライン決済だけでそのままスキー場の自動改札機を利用できる。また、この方式による割引制度も行われている。

## 管理
スキーコースを整備する作業をスノーグルーミング、整備された斜面をグルーミングバーンという。整備する車両としてゲレンデ整備車、圧雪車などと呼ばれる雪上車が使われる。
雪が少ない場合は、人工降雪機が使用される。

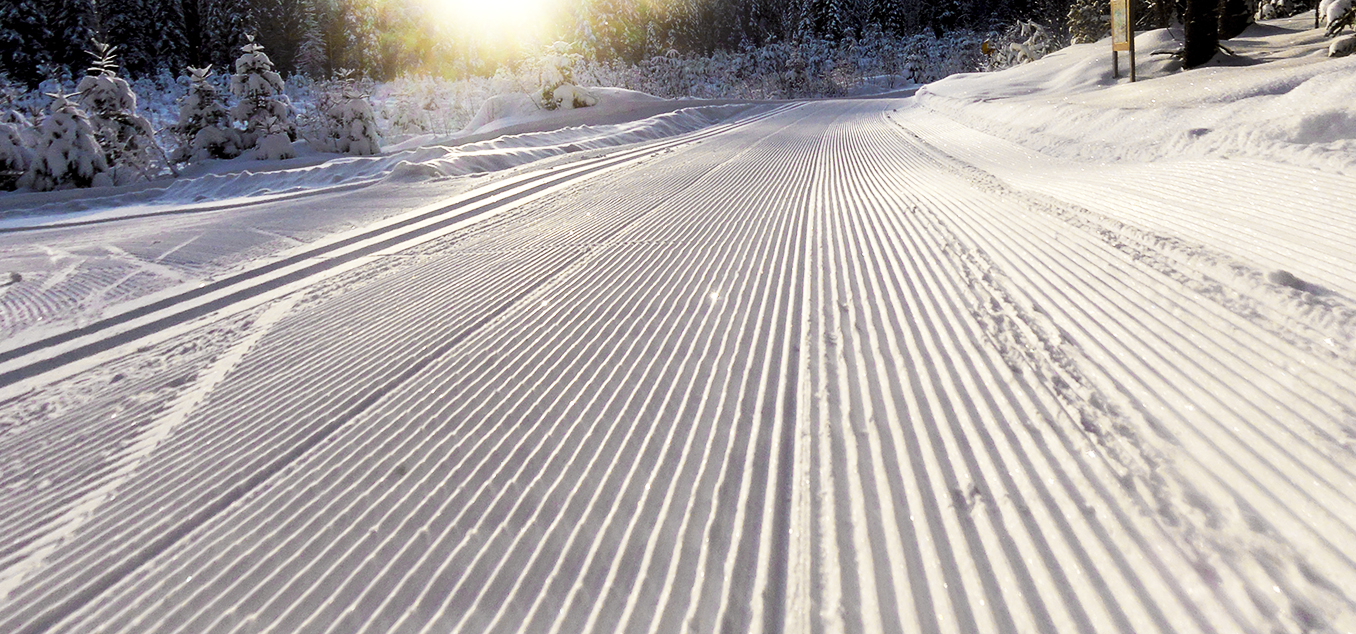
整備された後の斜面グルーミングバーン

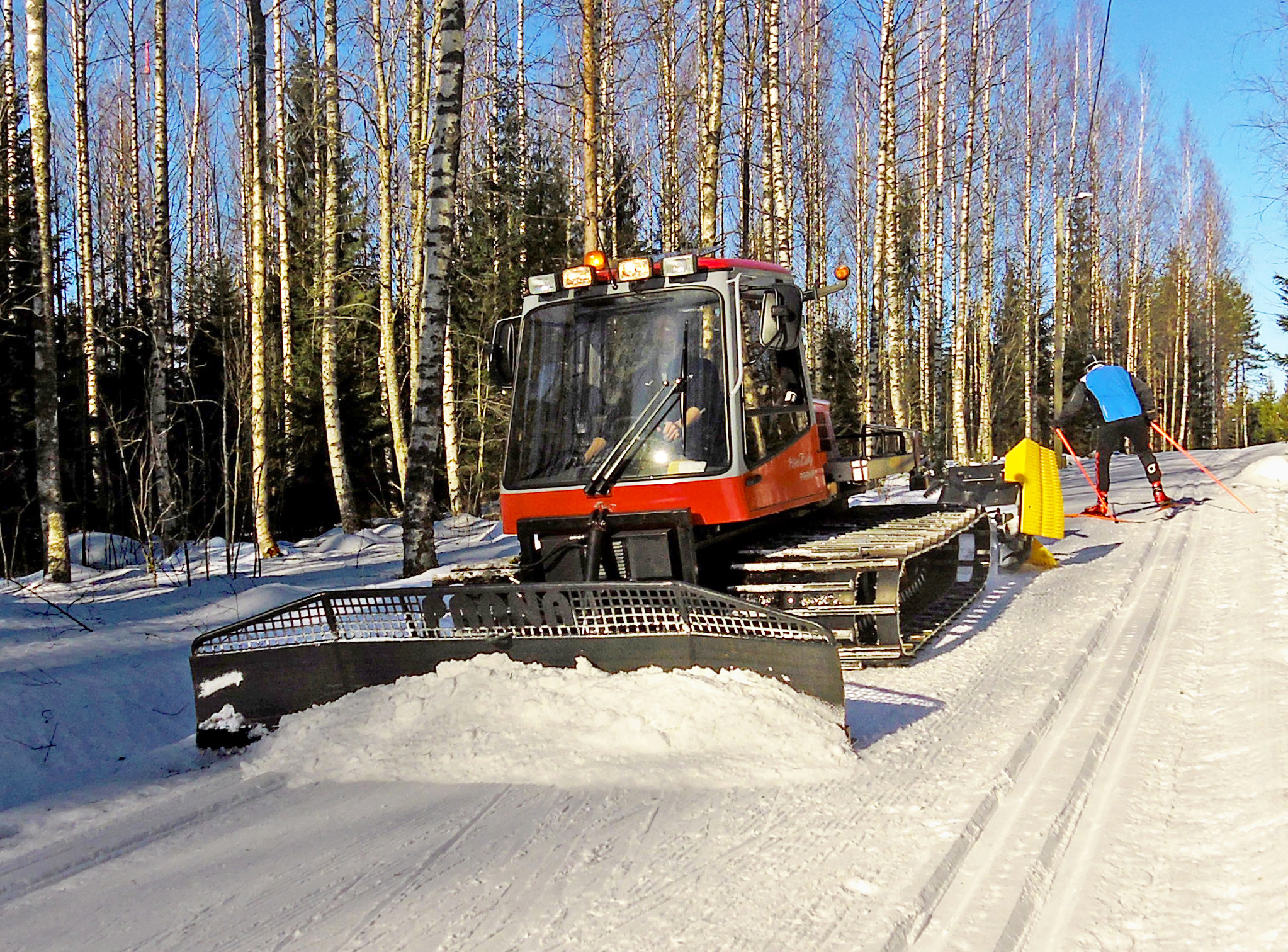
斜面を整備するゲレンデ整備車

雪崩が起きそうな場合は、スキー場始業前にアバランチコントロールという人口雪崩誘発で爆破などが行われる。
パトロール隊
救助したり、事前に危険が無いようロープを張るなどを行う従業員スキーパトロールを雇う場合がある。
バックカントリー
スキー場の管轄以外の場所をバックカントリーという。新雪を滑りたいスキーヤーを引き留める法律はなく、警告やロープを張るなどで安全に配慮は行われるものの、自己責任で滑走が行われる。この際に雪崩や遭難が起きることもあり、スキーパトロールが出動する事態になる場合がある。

### 難易度表示
アルプス山脈では、DIN 32912によって以下のように定められている。
| シンボル | 色/ 対象       | 説明                                           |
| -------- | -------------- | ---------------------------------------------- |
|          | 青/ 初級者向け | ごく短い区間以外、横縦全てで最大勾配が25％以下 |
|          | 赤/ 中級者向け | ごく短い区間以外、横縦全てで最大勾配が40％以下 |
|          | 黒/ 上級者向け | 勾配が40％以上                                 |

## ロッジ
大半のスキー場では来場者のための施設として「ロッジ」もしくは「センターハウス」等を運営している。一般的には前述のリフト券等を販売するブース、レストランや軽食喫茶、休憩所やトイレなどが設置されるほか、後述するようなレンタルショップや土産物店、ゲームコーナーなどが併設されるところも多い。大規模なスキー場では、宿泊施設（ホテル）や大浴場などを併設するところもある。

## レンタル
スキー場の多くでスキー板やスノーボードのレンタルをしていることがあり、他にもブーツ・ウェア・手袋・ゴーグル等のレンタルも合わせて行うスキー場もあるので、その様な場所では手ぶらでスキー・スノーボードを楽しめることもある。またレンタル以外にもスキー場内のショップで手袋やゴーグル等の小物を販売することもある。他にスキー客が持ち込んだ用具類のメンテナンス（ワックスがけ等）・修理・チューンアップや、シーズン中の用具の預け入れ・保管などを行うところもある。
スキー場直営以外のレンタル店がスキー場付近にあることも多く、さらにスキー場付近での宿泊施設でもレンタルを行っていたり、あるいはレンタル店と宿泊施設が提携していることもあり、従業員等への問い合わせでレンタルに関する情報を教えてもらえることもある。

## スクール
スキー場では、スキースクール、スノーボードスクールといった滑り方に関する教育を受ける環境を用意しているところもある。
一般的なスクールは、1人から申し込みができ、受講を申し込んだ人が集まって複数人で実地の教育を受ける。用具はスクールでレンタルできる場合もあるが、通常は各自で事前に用意する。
スクールを受講するには、受講開始時刻までに事務所等で予約をしておく必要がある。時間は半日コース、一日コースなどから選ぶことになる。半日コースは1回2時間、一日コースは午前2時間、午後2時間程度のものが多い。
スクールは、初心者や中級者、上級者などのコースに分かれており、全く経験がない初めての人から、ある程度経験のある人まで自分の技量に合わせて学習することができる。未経験者が初めてスキー、スノーボードを始める場合には、リフトの乗り方、降り方、道具の装着方法や使い方などの最小限の知識もないことから危険なため、安全面、上達面からみて、初めて始める場合には、初心者向けのスクールに入って学ぶことが最適である。
プライベートスクールと呼ばれるスクールでは、見知らぬ人の集団ではなく、個人やグループ単位で教育を受けることができる。また、キッズスクールなどの子供を対象にしたスクールや、市町村単位やスポーツ運営企業などで独自に構成されているスキー・スノーボードクラブ等の団体が主催でスキー場の利用許可を受けてスクールを開いているところもある。
多くのスクールでは、スキー技術の習得の度合いを客観的に判断する検定会が行われている。この場合、日程を定めた全日本スキー連盟（SAJ）によるスキーバッジテストやスノーボードバッジ（級別）テストなどを開催し、受験してもらうことも多い。

## スノーボード禁止
スノーボードの草創期には、その認知度の低さもあって特に滑走規制をもうける必要は無かったが、ボーダー人口の増加とともにスノーボードを全面禁止にしたり、部分的に解禁したりするなど、スキー場によって対応が分かれていた。現在ではスノースポーツとしてスキーに匹敵するほど一般化しているため、営業的な兼ね合いも相まって規制は順次緩和されており、現在は大半のスキー場でスノーボードは全面利用可能である。
スノーボード禁止のスキー場の例としてNASPAスキーガーデン、かたしな高原スキー場、きそふくしまスキー場などがある。